# Safia lucilia
Safia lucilia är en fjärilsart som beskrevs av Heinrich Benno Möschler 1880. Safia lucilia ingår i släktet Safia och familjen nattflyn. Inga underarter finns listade.